# Joel D. Wynkoop
Joel D. Wynkoop est un acteur, réalisateur, producteur, scénariste, directeur de la photographie et monteur américain né le 24 août 1960 à Owatonna, Minnesota (États-Unis).

## Filmographie

### comme acteur
- 1985 : Twisted Illusions (vidéo) : Mike Strauber
- 1986 : Truth or Dare? - A Critical Madness : Guard #2
- 1987 : Killing Spree : TV Repairman
- 1992 : Lost Faith (vidéo) : Steve Nekoda
- 1994 : Wicked Games (vidéo) : Dan Hess
- 1995 : Creep : Angus Lynch
- 1996 : Jacker 2: Descent to Hell (vidéo)
- 1996 : Alien Agenda: Out of the Darkness (vidéo) : Father (segment "Worm")
- 1998 : Screaming for Sanity: Truth or Dare 3 (vidéo) : Dr. Dan Hess
- 1998 : Alien Agenda: Endangered Species (vidéo) : Cope Ransom
- 1998 : Addicted to Murder: Tainted Blood : Hess
- 1999 : Dirty Cop No Donut (vidéo) : Officer Friendly
- 1999 : Rot (vidéo) : Dr. Robert Olsen
- 2001 : Scary Tales (vidéo) : Mr. Longfellow (segment "Terminally Unemployed")
- 2001 : Dirty Cop 2: I Am a Pig (vidéo) : Gus Kimball
- 2001 : Beyond the Lost World: The Alien Conspiracy III
- 2002 : Serial Killer (vidéo) : Joe the butcher
- 2003 : HorrorTales.666 (vidéo)
- 2003 : Before I Die (vidéo) : segment 'Time For Dessert'
- 2003 : Scary Tales: The Return of Mr. Longfellow (vidéo) : Mr. Longfellow
- 2004 : Brain Robbers from Outer Space (vidéo) : Nut
- 2004 : Twisted Illusions 2 : Tim
- 2005 : The Bite (vidéo) : Nick Hazzard
- 2005 : Death Plots : Swansong (Reaps)

### comme réalisateur
- 1985 : Twisted Illusions (vidéo)
- 1992 : Lost Faith (vidéo)
- 2003 : Before I Die (vidéo)
- 2004 : Twisted Illusions 2
- 2005 : The Bite (vidéo)

### comme producteur
- 1985 : Twisted Illusions (vidéo)
- 1992 : Lost Faith (vidéo)
- 1995 : Creep
- 2001 : Dirty Cop 2: I Am a Pig (vidéo)
- 2005 : The Bite (vidéo)

### comme scénariste
- 1985 : Twisted Illusions (vidéo)
- 1992 : Lost Faith (vidéo)
- 2003 : Before I Die (vidéo)
- 2005 : The Bite (vidéo)

### comme directeur de la photographie
- 2004 : Twisted Illusions 2
- 2005 : The Bite (vidéo)

### comme monteur
- 2005 : The Bite (vidéo)